# Jean Roberts (martyr)
Pour les articles homonymes, voir Saint Jean, Jean Roberts et Roberts.
Jean Roberts, en religion Jean de Merioneth (né vers 1577 à Trawsfynydd, Snowdonia au Pays de Galles et mort le 10 décembre 1610 à Tyburn, Angleterre), est un moine bénédictin et prêtre catholique gallois arrêté et exécuté sous le règne de Jacques Ier.

## Biographie

### Sa vocation

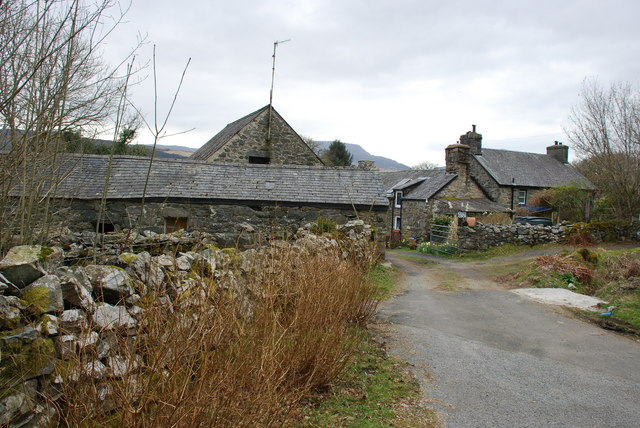
Gelli Goch, maison familiale de Jean Roberts

Jean Roberts est issue d'une vieille famille galloise de sang princier, les Llywelyn. Au moment de la Réforme sa famille adopte en façade l'anglicanisme pour ne pas perdre ses biens. Jean Roberts est néanmoins baptisé dans l'église de Santa Materiana et éduqué dans la religion anglicane.

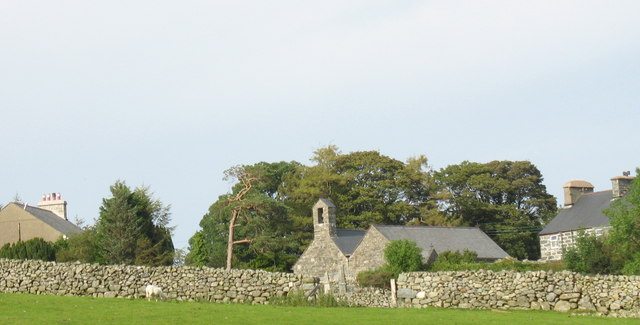
St Madryn's Church, Trawsfynydd, église où Jean fut baptisé

En février 1595, il s'inscrit pour ses études au St John's College d'Oxford puis part pour Londres pour étudier le droit au Furnival's Inn. Insatisfait de sa vie il décide en 1598 de se rendre sur le continent pour un long voyage à travers l'Europe. A Paris, il fait la rencontre d'un noble anglais qui avait accepté de perdre sa fortune et ses titres ayant choisi l'exil plutôt que de renoncer à sa foi catholique. Ce sacrifice semble avoir été l'événement décisif de sa propre conversion au catholicisme. Il est alors baptisé catholique dans la cathédrale Notre-Dame en juin de la même année.
Une fois baptisé catholique il réfléchit à sa vocation et demande à entrer chez les Jésuites. Il est envoyé alors au Collège anglais de Valladolid pour sa formation. Sur place il manifeste le désir en fait de devenir moine bénédictin. Il est alors envoyé à Saint-Jacques-de-Compostelle au couvent bénédictin de la ville pour y faire son noviciat. Il prononce ses vœux solennels en 1600. Il est ensuite envoyé à Salamanque, où il termina ses études en 1602 de théologie. Cette même année, le pape Clément VIII approuve la demande des bénédictins anglais réfugiés en Espagne de tenter de retourner en Angleterre. Le 26 décembre 1602, Jean Robert est choisi pour cette périlleuse aventure. Il est accompagné d'Augustin Bradshaw.

### Missions en Angleterre
Arrivé sur le sol britannique en avril 1603 et bien que déguisé, Jean Roberts est repéré et arrêté peu de temps après. À la suite du pardon accordé aux prisonniers lors de l'accession au trône de Jacques Ier, il est libéré et sa peine convertie en expulsion. Une première fois expulsé il s'organise pour revenir aussitôt. Il réussit cette fois-ci à s'installer à Londres à une période où une épidémie de peste éclate dans la ville. Il consacre son temps aux soins des malades et des mourants aidant de nombreuses personnes à adhérer à la foi catholique.
En 1604, Jacques Ier relance la persécution contre les Catholiques. Les lois anti-catholiques ont été renforcées. Les prêtres catholiques, s'ils sont capturés, courent le risque de la peine de mort. Jean Roberts décide de rester sur le sol anglais. Il est néanmoins arrêté en 1605 et emprisonné pendant environ huit mois. Il échappe à la mort sur médiation de l'ambassadeur de France et est à nouveau expulsé. Il s'installe à Douai. A Douai il participe à la fondation du monastère bénédictin anglais de Saint Georges, ce monastère subsistera jusqu'en 1795, fermé à la Révolution et rouvert en 1814 en Angleterre comme Abbaye de Downside. 
En octobre 1607, il repasse en Angleterre, mais est immédiatement découvert, arrêté et emprisonné à la Prison de Gatehouse. On lui a promis sa liberté en échange du serment d'allégeance au roi Jacques Ier. Il refuse. Il réussit à s'échapper de sa prison dans des circonstances rocambolesques, en sciant les barreaux de sa cellule et à l'aide d'une corde. Il est capturé une fois de plus en 1609, emprisonné à nouveau à Gatehouse. Une fois encore l'intervention de l'ambassadeur de France le sauve d'une mort certaine. Expulsé, il retourne à Douai mais après un temps de repos il retourne clandestinement à Londres où il est capturé une dernière fois en 1610. 

### Son martyre
Le 5 décembre 1610, il est conduit devant le juge. Avec lui est jugé Thomas Somers. Ils sont condamnés à mort. Le 10 décembre, ils sont emmenés à la prison de Tyburn où ils subissent la peine réservée aux traîtres, à savoir pendaison, écartellement et démembrement. Sa tête est exposée sur le pont de Londres, tandis que son corps jeté dans une fosse commune. Plus tard, ses restes sont récupérés et envoyés à Douai et à Valladolid où ils feront l'objet de vénération.

## Vénération
Jean Roberts fut béatifié en 1929 par le pape Pie XI, puis canonisé le 25 octobre 1970 par le pape Paul VI. Il est fêté le 10 décembre, et le 25 octobre en tant que l'un des Quarante martyrs d'Angleterre et de Galles.